# آیل (مینه‌سوتا)
آیل، مینه‌سوتا (به انگلیسی: Isle, Minnesota) یک شهر در ایالات متحده آمریکا است که در Mille Lacs County واقع شده‌است.

## خصوصیات
آیل ۶٫۶۰ کیلومترمربع مساحت و ۷۵۱ نفر جمعیت دارد و ۳۸۹ متر بالاتر از سطح دریا واقع شده‌است.